# سایروس ونس
سایرس رابرت ونس (به انگلیسی: Cyrus Vance) (زاده ۲۷ مارس ۱۹۱۷ – درگذشته ۱۲ ژانویه ۲۰۰۲) وکیل آمریکایی و وزیر امور خارجهٔ آمریکا در دورهٔ رئیس‌جمهور جیمی کارتر از ۱۹۷۷ تا ۱۹۸۰ بود. پیش از آن، وی وزیر جنگ و معاون وزیر دفاع این کشور بود.. 